# 全国高等学校野球選手権京都大会
全国高等学校野球選手権京都大会（ぜんこくこうとうがっこうやきゅうせんしゅけんきょうとたいかい）は、毎年7月に開催される全国高等学校野球選手権大会の京都府の地方大会。
1958年（第40回）・1963年（第45回）・1968年（第50回）の各記念大会を除く1972年（第54回）以前の地方大会については、全国高等学校野球選手権京滋大会を参照。

## 概要
京都府高野連加盟校で行われる。

## 使用球場

### 毎年使用される球場
- 京都市西京極総合運動公園野球場（通称 西京極球場→2009年より「わかさスタジアム京都」）（メインスタジアム）
- 京都府立山城総合運動公園野球場（通称 太陽が丘球場）

| 右京                              | 宇治                          |
| --------------------------------- | ----------------------------- |
| 西京極球場 （京都府京都市右京区） | 太陽が丘球場 （京都府宇治市） |
| 収容人数：20,000                  | 収容人数：8,000               |
|                                   |                               |

### その他の球場
- 福知山市民運動場野球場（2001年、2005年、2009年、2013年）
- 東舞鶴公園野球場（2002年、2006年、2010年、2014年）
- 宮津市民球場（2003年、2007年、2011年）
- あやべ球場（2004年、2006年※、2008年、2012年、2015年 -）

※1980年代前半の一時期、西京極が京都国体開催に伴う全面改修実施により、太陽が丘を主会場とした時期があった。他に宇治市の宇治黄檗（おうばく）公園野球場を会場に使ったことがあった
※2006年は本来西京極・太陽が丘・舞鶴の3会場体制で実施される予定だったが、雨天中止が相次ぎ日程調整が困難になったため、急遽一部のカードをあやべで開催した。

## 大会結果
| 年度（大会）          | 校数 | 優勝校     | 決勝スコア | 準優勝校   | 備考     |
| --------------------- | ---- | ---------- | ---------- | ---------- | -------- |
| 1958年（第40回大会）  | 39   | 平安       | 9 - 3      | 東山       |          |
| 1963年（第45回大会）  | 40   | 京都商     | 3 - 0      | 福知山商   |          |
| 1968年（第50回大会）  | 44   | 平安       | 8 - 3      | 東山       |          |
| 1973年（第55回大会）  | 48   | 京都商     | 6 - 0      | 東山       |          |
| 1974年（第56回大会）  | 49   | 平安       | 1 - 0      | 西京商     |          |
| 1975年（第57回大会）  | 53   | 桂         | 3 - 0      | 宮津       |          |
| 1976年（第58回大会）  | 54   | 京都商     | 2 - 1      | 東宇治     | 延長13回 |
| 1977年（第59回大会）  | 56   | 京都商     | 9 - 1      | 福知山商   |          |
| 1978年（第60回大会）  | 56   | 京都商     | 2 - 0      | 同志社     |          |
| 1979年（第61回大会）  | 57   | 宇治       | 5 - 1      | 峰山       |          |
| 1980年（第62回大会）  | 61   | 東宇治     | 4 - 0      | 京都商     |          |
| 1981年（第63回大会）  | 61   | 京都商     | 4 - 3      | 東山       | 延長10回 |
| 1982年（第64回大会）  | 61   | 宇治       | 6 - 3      | 西京商     |          |
| 1983年（第65回大会）  | 65   | 東山       | 2 - 1      | 花園       |          |
| 1984年（第66回大会）  | 66   | 京都西     | 9 - 5      | 大谷       |          |
| 1985年（第67回大会）  | 70   | 花園       | 4 - 3      | 平安       |          |
| 1986年（第68回大会）  | 72   | 京都商     | 7 - 1      | 北嵯峨     |          |
| 1987年（第69回大会）  | 72   | 北嵯峨     | 9 - 3      | 京都西     |          |
| 1988年（第70回大会）  | 72   | 京都西     | 6 - 3      | 平安       |          |
| 1989年（第71回大会）  | 72   | 京都西     | 8 - 6      | 平安       | 延長10回 |
| 1990年（第72回大会）  | 72   | 平安       | 5 - 1      | 北嵯峨     |          |
| 1991年（第73回大会）  | 73   | 北嵯峨     | 3 - 0      | 宇治       |          |
| 1992年（第74回大会）  | 73   | 京都西     | 6 - 4      | 北嵯峨     |          |
| 1993年（第75回大会）  | 73   | 京都西     | 3 - 2      | 京都成章   |          |
| 1994年（第76回大会）  | 74   | 西城陽     | 4 - 0      | 大谷       |          |
| 1995年（第77回大会）  | 74   | 京都成章   | 6 - 4      | 京都西     |          |
| 1996年（第78回大会）  | 74   | 北嵯峨     | 7 - 3      | 花園       | 延長10回 |
| 1997年（第79回大会）  | 74   | 平安       | 7 - 2      | 東山       |          |
| 1998年（第80回大会）  | 74   | 京都成章   | 7 - 0      | 鳥羽       |          |
| 1999年（第81回大会）  | 74   | 福知山商   | 13 - 5     | 東山       |          |
| 2000年（第82回大会）  | 76   | 鳥羽       | 9 - 1      | 大谷       |          |
| 2001年（第83回大会）  | 76   | 平安       | 7 - 0      | 立命館宇治 |          |
| 2002年（第84回大会）  | 77   | 東山       | 4 - 3      | 立命館宇治 |          |
| 2003年（第85回大会）  | 77   | 平安       | 8 - 4      | 京都外大西 |          |
| 2004年（第86回大会）  | 77   | 京都外大西 | 6 - 3      | 京都成章   |          |
| 2005年（第87回大会）  | 77   | 京都外大西 | 3 - 2      | 乙訓       |          |
| 2006年（第88回大会）  | 77   | 福知山成美 | 3 - 2      | 西城陽     | 延長10回 |
| 2007年（第89回大会）  | 76   | 京都外大西 | 2 - 1      | 京都すばる |          |
| 2008年（第90回大会）  | 78   | 福知山成美 | 8 - 2      | 立命館宇治 |          |
| 2009年（第91回大会）  | 78   | 龍谷大平安 | 5x - 4     | 福知山成美 |          |
| 2010年（第92回大会）  | 77   | 京都外大西 | 8 - 0      | 京都翔英   |          |
| 2011年（第93回大会）  | 78   | 龍谷大平安 | 9 - 3      | 立命館宇治 |          |
| 2012年（第94回大会）  | 78   | 龍谷大平安 | 4 - 1      | 京都両洋   |          |
| 2013年（第95回大会）  | 78   | 福知山成美 | 5 - 0      | 鳥羽       |          |
| 2014年（第96回大会）  | 78   | 龍谷大平安 | 10 - 0     | 京都すばる |          |
| 2015年（第97回大会）  | 78   | 鳥羽       | 6 - 4      | 立命館宇治 |          |
| 2016年（第98回大会）  | 79   | 京都翔英   | 11 - 1     | 福知山成美 |          |
| 2017年（第99回大会）  | 77   | 京都成章   | 12 - 6     | 龍谷大平安 |          |
| 2018年（第100回大会） | 75   | 龍谷大平安 | 11 - 0     | 立命館宇治 |          |
| 2019年（第101回大会） | 75   | 立命館宇治 | 3x - 2     | 京都国際   |          |
| 2020年（第102回大会） | -    | （中止）   | （中止）   | （中止）   | 独自大会 |
| 2021年（第103回大会） | 73   | 京都国際   | 6 - 4      | 京都外大西 |          |
| 2022年（第104回大会） | 72   | 京都国際   | 6 - 1      | 龍谷大平安 |          |
| 2023年（第105回大会） | 73   | 立命館宇治 | 7x - 6     | 京都翔英   |          |
| 2024年（第106回大会） | 73   | 京都国際   | 14 - 3     | 京都外大西 |          |
| 2025年（第107回大会） | 71   | 京都国際   | 4x - 3     | 鳥羽       |          |

## 令和2年度夏季京都府高校野球ブロック大会
2020年夏に開催予定だった第102回全国高等学校野球選手権大会が新型コロナウイルス感染症の流行により、本大会と全ての地方大会が中止となった事に伴い、京都府独自の代替大会として、「令和2年度夏季京都府高校野球ブロック大会」が開催された。
府内を8つのブロックに分け、トーナメント方式で7月11日から土・日曜日および祝日（8日間）に試合が行われる。試合は7イニング制を採用し、5回裏の終了時点で10点以上の差が付いている場合はコールドゲーム、7回裏までに決着が付かなかった試合に延長8回表の攻撃からタイブレークを適用する。ベンチ入りメンバーは最大20名までで試合ごとの登録変更が認められる。試合観戦は原則として参加校の控え部員および、3年生部員の保護者（1家族につき2名まで）に限られた。
| ブロック  | 校数 | 優勝校     | 決勝スコア | 準優勝校   | 備考    |
| --------- | ---- | ---------- | ---------- | ---------- | ------- |
| Aブロック | 10   | 龍谷大平安 | 7 - 0      | 京都成章   |         |
| Bブロック | 10   | 乙訓       | 5 - 1      | 鳥羽       |         |
| Cブロック | 10   | 京都文教   | 9 - 5      | 福知山     |         |
| Dブロック | 10   | 洛東       | 4 - 2      | 同志社     |         |
| Eブロック | 8    | 京都翔英   | 8 - 1      | 久御山     |         |
| Fブロック | 9    | 北嵯峨     | 5 - 0      | 洛北       |         |
| Gブロック | 9    | 北稜       | 11 - 3     | 福知山成美 |         |
| Hブロック | 8    | 京都共栄   | 3 - 2      | 京都外大西 | 延長8回 |

## 放送
- NHK京都放送局（総合テレビ京都府向けに決勝（2011年までは近畿全域向けに決勝戦、2023年まで準決勝以降）、ラジオ京都府向けに準決勝（2012年までは第1放送で4回戦、2013年からはFM、2018年は準々決勝）以後放送。2021年は東京オリンピックの中継の日程と重なったためテレビが準決勝以後をサブチャンネルで、ラジオは決勝のみ放送する。2022年以降はテレビのみ中継。
- 京都放送（テレビは準決勝以後生中継（2018年までは準々決勝以降）[1]。ラジオは2011年より決勝を京都府全域向けに放送する（2010年までは準決勝以後、過去には1回戦 - 準々決勝まで舞鶴・福知山放送局向けに北部地域に属す学校の西京極での試合も中継していた。）。
- J:COM_京都みやびじょん（西京極で行われる4回戦・準々決勝を中継）
- 2021年より京都大会全試合を「バーチャル高校野球」で配信する。